# 정크 범장

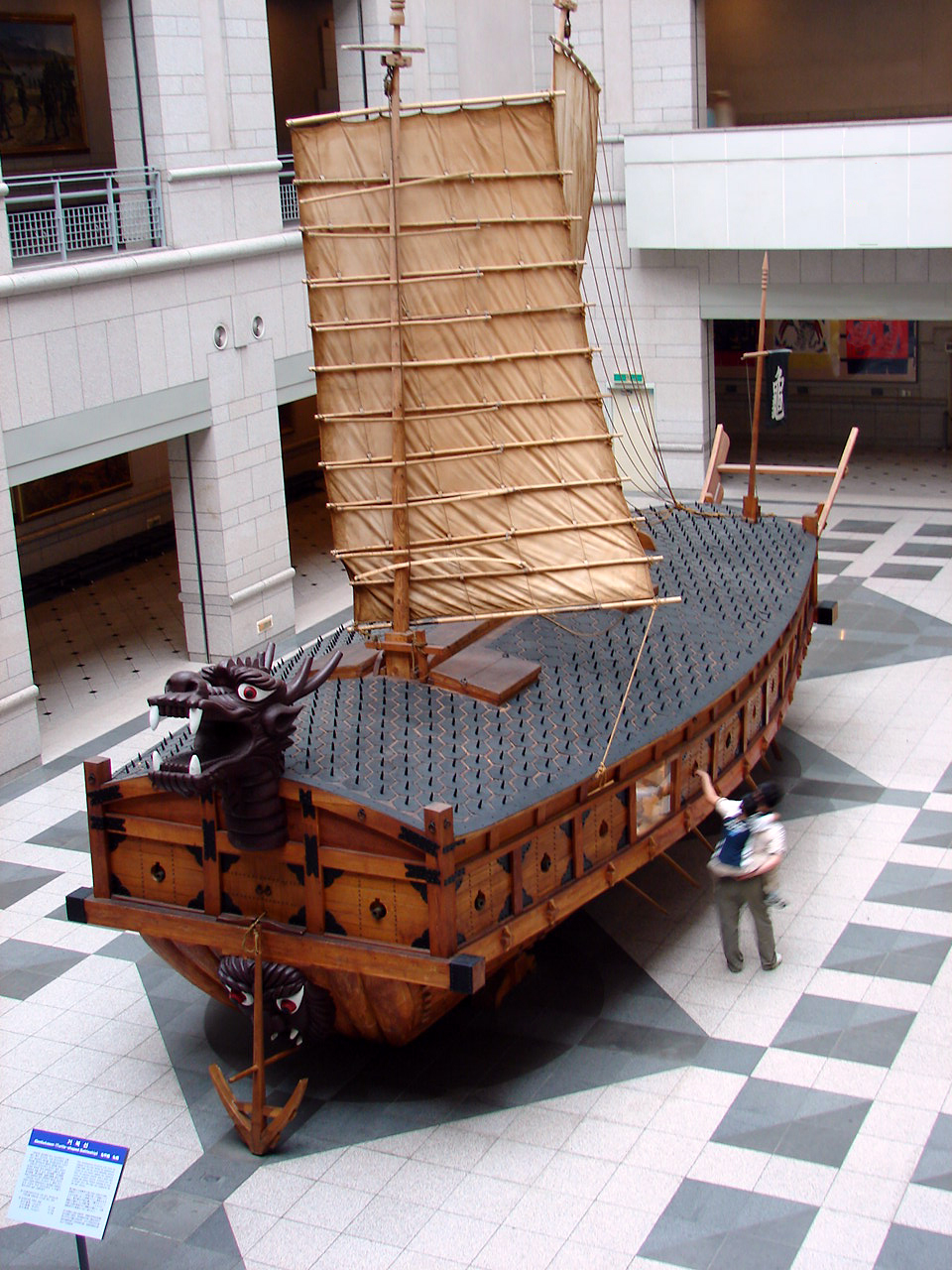
정크형 돛을 달고 있는 거북선.

정크형 범장(junk rig)은 돛과 같은 너비의 널(batten)이 있고 그 널에서 아래로 돛대를 따라 돛을 늘어뜨린 범장이다. 동아시아의 전통적인 배에서 많이 보이는 형식이다.